# Пантон, Вернер
Ве́рнер Па́нтон (13 февраля 1926 года — 5 сентября 1998 года) — датский дизайнер и архитектор.

## Биография
Вернер Пантон родился 13 февраля 1926 года в городе Гамтофт, Дания. После окончания Датской королевской академии изящных искусств работал в архитектурном бюро Арне Якобсон. Там начал заниматься дизайном мебели, а в 1955 году открыл собственную студию.

## Творчество
Вернер Пантон считается революционером в области дизайна мебели. Он экспериментировал с такими материалами, как стекло, пластик, сталь и полипропилен и одним из первых стал рассматривать отдельные элементы интерьера как связанные общим пространством.
Пантон много экспериментировал и утверждал, что мебель не обязательно должна иметь традиционную форму. Его знаменитые проекты стульев — «Tivoli», «Bachelor» и «Cone» — считались в своё время самыми необычными стульями в мире. Вернер считал, что стулья должны быть не только удобны, но и интересны. Самый знаменитый стул дизайнера — «Panton Chair» (англ.) сделан из единого куска формованного пластика. Дизайн стула настолько необычен, что производство началось только в 1967 году немецкой фирмой «Herman Miller & Fehibaum» (англ.) и до сих пор производится фирмой «Vitra» (англ.). Кроме стульев, дизайнер придумал более 25 различных форм для ламп.
Также Пантон занимался дизайном текстиля и интерьеров, создав интерьеры для издательских домов «Spiegel» и «Gruner & Jahr» в Гамбурге, а также для гостиницы «Astoria» в Тронхейме.

## Стиль
Пантон никогда не был дизайнером законченной формы, поэтому все его разработки остаются актуальными по сей день, а некоторые все ещё рассматриваются как экспериментальные модели. Работая с такими материалами, как плексиглас, фибергласс, фанера, пластик, стекло, сталь, пенорезина, пенопропилен, он создавал невиданные до тех пор психоделические интерьеры. Пантон не стремился придумать отдельные, пусть даже оригинальные предметы, вместо этого он старался создавать атмосферу. Каждый объект выступал в качестве элемента жилой среды, вписываясь в общую концепцию и передавая нужное настроение. Дизайнер называл это «интерактивным домашним ландшафтом». Визитной карточкой Пантона можно по праву назвать инсталляцию «Фантастический ландшафт» в придуманной им волнистой комнате Visiona II в 1970 году (в Кёльне, Германия). Этот сюрреалистический интерьер, где стены, пол, потолок и мебель представляют собой единый организм, стал настоящей эмблемой 1960-х. 
Пантон утверждал, что цвет важнее формы, и своей целью ставил научить людей, окружающих себя традиционными серо-бежевыми цветами, использовать воображение в оформлении интерьеров. 
Работая с ярким, чистым цветом, чаще всего противоположным тому, который был бы естественен для того или иного объекта, он предложил новый, революционный подход к оформлению помещений.
Но, несмотря на увлечённость цветом, он создал огромное количество объектов, которые вошли в историю дизайна именно благодаря своей революционной форме. В числе таких вещей — знаменитый Panton Chair (1960), стул из единого куска формованного пластика. Семь лет Пантон искал фабрику, которая возьмется сделать эту модель, и в то же время продолжал совершенствовать ее. Первоначально изготовленный Фрицем Хансеном, стул начал производиться в 1967 году компанией Herman Miller & Fehlbaum. С 1999 года и поныне его выпускает компания Vitra. Panton Chair дебютировал в 1967 на обложке журнала Mobilia и получил награду A.I.D. в 1968 году.
Форма стула, представляющая собой кривую, не имеющую какого-либо каркаса, была разработана для того, чтобы дать телу мягкую поддержку, именно это и было сделано — в различных цветовых вариациях. 
«Сидеть на стуле должно быть забавно и интересно, как в игре», — считал Пантон. Эту идею он развивал и дальше, создавая подвесные стулья, нарушающие принцип гравитации, стулья-цветы, надувные стулья и стулья с проволочным каркасом. Полёт фантазии дизайнера не сдерживался, казалось, ничем, а современные материалы позволяли реализовывать самые смелые его проекты. 
Вернер Пантон родился в маленьком городке Гамтофт на датском острове Фюн. С детства он стремился стать художником, но не показал большого таланта в рисунке. Пантон учился в техническом колледже в Оденсе на инженера-строителя. Завершив учебу в колледже, Пантон переехал в Копенгаген в 1947 году и начал обучение в Датской королевской академии искусств.
Знакомство с Паулем Хеннингсеном, художником по свету, позволило Пантону начать эксперименты с проектированием мебели. (В 1950 году Пантон женился на дочери Хеннингсена — Туве Кемп, но вскоре развёлся.) Также он дружит с дизайнером-ремесленником Хансом Вегнером, известным модернизацией классических датских стульев из тика. Благодаря ему Пантон проявил страсть к экспериментам с пластиком и антропогенными материалами для создания динамичного цветового решения в геометрических формах поп-арта.
Не менее важным было обучение и сотрудничество Вернера Пантона с Арне Якобсеном с 1950 по 1952 годы. В студии Пантон был не на самом лучшем счету, так как большую часть времени уделял собственным проектам. 
Тем не менее, именно Пантон принимает непосредственное участие в работе над проектом стула «Ant» («Муравей»), сделавшим Арне Якобсена всемирно известным промышленным дизайнером. По сути, Арне Якобсеном и Вернером Пантоном была реализована мечта модернизма — создать стул для ежедневного использования, подходящего для массового производства и эргономичного для сидения. Возможность её реализации появилась лишь с внедрением новых промышленных технологий. Ant стал первым промышленно производимым стулом, у которого спинка и сиденье были сформированы как единое целое. Якобсен пытался использовать наименьший объем материала при его создании и дальнейшем производстве. Возможно, поэтому Ant имел три ножки из гнутых трубок, и только его более поздняя модификация — Модель № 7 — четыре. Влияние Арне Якобсена на творчество Пантона в области нестандартного применения материалов и стремления к эргономичности очевидно. Позднее Вернер Пантон «уест» учителя, сделав яркий, лёгкий, эргономичный и динамичный стул PantoSwing-2K — на двух ножках. 
Приобретя на комиссию от первых своих заказов подержанный автомобиль Volkswagen, Пантон переоборудовал его под передвижную чертёжную мастерскую и начал путешествие по Европе, которые помогли ему заключить контракты с производителями. В 1955 году Фриц Хансен начал производство стульев Bachelor и Tivoli, изготовленных из трубчатой стали, ткани и пластика. 
Его работа архитектором на Выставке прикладного искусства на Ярмарке мебели Фредерисии в 1958 году стала предвестником его нетрадиционного подхода к принципам дизайна. Он демонстрировал мебель, подвешенную к потолку, чем вызвал шок как у организаторов, так и у посетителей выставки. Стулья Cone («Конус») и Heart («Сердце»), созданные в том же году, положили начало его экспериментам с нестандартной формой стула. У этих стульев не было отдельной спинки или ножек, они напоминали цилиндр с вмятиной, предназначенной для сидения. Поскольку у его стульев редко были ножки, критики решили называть его творения просто «сидениями».
Один из лучших проектов, реализованных Пантоном в дизайне мебели, — Cone Chair, разработанный им для редизайна ресторана в гостинице Коnigen on Funen (Дания). По словам Вернера Пантона, идея возникла во время предварительных набросок на бумаге нового стула. Продолжив линию спинки по прямой, пока она не соприкоснулась с ножкой — подставкой, расположенной на полу, он получил абсолютно новую идею в формообразовании стульев. Другими словами, просто разрушил привычное представление о формообразовании стула. Перевёрнутый конус, Cone был настолько футуристичен и шокирующ для своего времени, что выставленный однажды в витрине магазина его производителя в Нью-Йорке, привёл к необходимости вызова полиции: для восстановления дорожного движения напротив шоу-рума. В производство этот стул пошёл благодаря Перси фон Халлинг-Кох, который присутствовал на открытии ресторана и предложил дизайнеру заниматься производством и продвижением на рынок его мебели. Специально для этого он основал предприятие Plus — linje как дополнение к его процветающей компании в текстильном бизнесе Uniko.
Дальнейшим развитием дизайна стула Cone выступил сконструированный из металлической проволоки стул Wire Cone. Другим экспериментом для Plus — linje collection, стало создание кресла из прозрачного оргстекла и попытка создать кресло из тонкого пластика с возможностью наполнения его воздухом. До Пантона с прозрачными материалами работало всего лишь несколько дизайнеров, в частности Жан Прюве и Жак Андре с их коллекцией садовых стульев 1936 года. 
Когда Пантон представил надувной пластиковый стул на мебельной выставке в 1960 году, он получил заказы на несколько тысяч экземпляров, но ни один из стульев не был доставлен заказчику: воздух в новых стульях просто не задерживался на долгое время. Развитие технологий на то время не позволило устранить эту проблему. 
Только через несколько лет другие дизайнеры начали работать над мебелью из надувного пластика. 
Blow от Карлы Сколари, Паоло Ломаззи, Джонатана Де Паса и Донато Д’Урбино был уже произведён с возможностью долговременного использования мебели, основанной на принципе blow up. 
В конце 1960-х — начале 1970-х Пантон экспериментировал с использованием ткани в интерьере. Он полагал, что мебель должна взаимодействовать друг с другом, как «своего рода пейзаж, который отказывается быть только функциональным». В этот период был создан целый ряд объектов, отражающих философию дизайнера. 
Другой весомый вклад Пантона в дизайн середины столетия — его непрерывные эксперименты со светом. Серия ламп «Fun», подвесные лампы «Globe» и разнообразные люстры положили начало новому подходу к освещению. С 1955 по 1998 год Пантон разработал дизайн более чем 25 светильников. Освещение в исполнении Пантона переставало быть просто необходимостью и становилось неотъемлемой частью дизайна помещений, заставляя интерьер играть по-новому. 
Примечательно, что вслед за Паулем Хеннигеном Пантон использует оригинальный приём в работе со светом: он делает лампу лишь источником света, скрывая её от любопытных глаз и оставляя возможность регулировать силу и направление света. С 1959 года его лампы запускаются в промышленное производство (лампа «Topan»). 
Но наиболее примечательная из когда-либо придуманных дизайнером ламп, Shell Lamp, была создана в 1964 году и состояла из огромного количества кружков, вырезанных из ракушек. Это редкий пример использования Пантоном натуральных материалов. В большинстве же его светильников главная роль отводилась металлу, пластику, цвету и округлым формам. 
В середине семидесятых Пантон увлекся созданием частных интерьеров. Штучная, индивидуальная работа позволила дизайнеру ещё раз разрушить им же созданные каноны. 
В циничную пост-вьетнамскую эпоху 1970-х Вернер Пантон постепенно потерял своё место на сцене промышленного дизайна. Политизированная эстетика и конструкции Алессандро Медини и Гаэтано Пеше казались более важными, чем игривый оптимистичный стиль Пантона. В то время как другие дизайнеры его поколения, в частности Этторе Соттсасс, были приняты и активно работали с молодыми коллегами, Вернер Пантон находился во всё большей изоляции в своей внутренней швейцарской эмиграции. 
Триумфальное возвращение на сцену мирового дизайна произошло в 1990-е. Уже забытый, списанный в легенды уходящего века, Пантон с легкостью вернул увядшие, было, лавры великого художника и снова нашёл признание, особенно среди молодёжи.
Интерьеры, мебель, освещение и объекты, разработанные Вернером Пантоном, и по сей день остаются одними из наиболее передовых интеллектуальных экспериментов в дизайне. Казалось, он обладал даром предвидения — настолько безошибочно он предопределял тенденции, которые впоследствии становились наиболее популярными. Он оказал огромное влияние на художников и дизайнеров, творивших начиная с 1960-х и до сегодняшних дней, и его проекты, хранящиеся в архивах, скорее всего, ещё долго будут браться за основу во многих направлениях современного дизайна. 

В отличие от других датских дизайнеров у него был революционный, а не эволюционный взгляд на вещи и за свою жизнь он создал множество инновативных, рискованных и игривых вещей. Для их создания потребовались самые современные технологии, что отображало его жизненный оптимизм.

## Работы

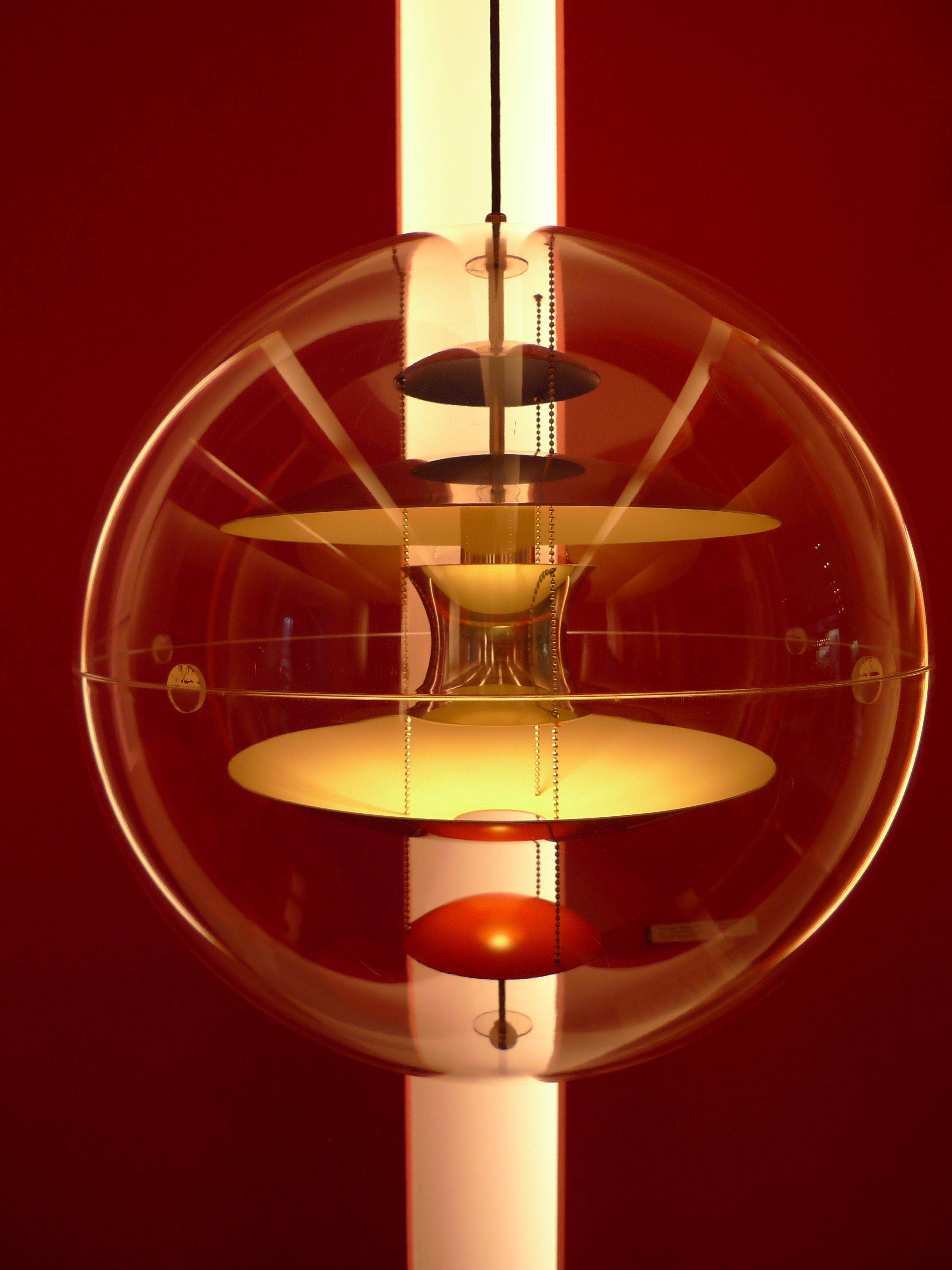
Лампа-глобус, дизайн Вернера Пантона

- 1960: Moon Lamp — одна из первых ламп Пантона.
- 1967: Panton Chair — стул из одного куска формированного пластика.
- 1969: Pantower
- 1970: Visiona II
- 1995: PantoSeries — первые школьные стулья, созданные специально для детей с учётом их телосложения.
- Bayer exposition ships Visiona O + II, Köln, 1968, 1970 → «VISIONA II» Video (Laufzeit 2:08 Min)

## Награды и премии
- International Design Award, США, 1963, 1968, 1981
- Rosenthal AG Studio Preis, 1966
- Poul Henningsen-Preis, 1967
- Eurodomus 2, Италия, 1968
- Medal of Austrian Building Centre, Австрия, 1968
- Bundespreis «Gute Form», Германия, 1972, 1986
- Møbelprisen, Дания, 1978
- Deutsche Auswahl, Германия, 1981, 1982, 1984, 1985, 1986
- Colour Prize, Дания, 1986
- Danish Design Council Annual Award, Дания, 1991
- IF-Preis, Япония, 1992
- Norwegian Design Award, Норвегия, 1992
- Bedre Prize, Дания, 1998